# NGC 4111
NGC 4111 là tên của một thiên hà hình hạt đậu nằm trong chòm sao Lạp Khuyển. Nó nằm cách Trái Đất của chúng ta 50 triệu năm ánh sáng và kích thước biểu kiến của nó là 55000 năm ánh sáng. Vào năm 1788, nhà thiên văn học người Anh gốc Đức William Herschel khám phá ra.

## Đặc điểm
Thiên hà này nổi bật bởi rất nhiều những đường bụi chạy qua tâm thiên hà. Những đường này liên kết với một cái đai vật chất quay quanh lỗi thiên hà mà không qua sự đồng chỉnh với đĩa chính thiên hà. Do vậy có thể kết luận rằng nó là phần còn sót lại của một thiên hà nhỏ hơn. Bên cạnh đó, thiên hà này cũng có một khối phình hình chữ X, nó có thể là của một thanh chắn không ổn định. Những ngôi sao nằm trong cái đĩa thì rất trẻ, khoảng 2 ± 0.3 tỉ tỉ năm tuổi và độ kim loại của nó thì nhỏ hơn mặt trời.
Thiên hà này có một vùng phát xạ hạt nhân ion hóa thấp, vùng này phát ra tia X. Hạt nhân này là nguồn phát ra tia X duy nhất được quan sát bởi trạm quan sát Chandra X-ray. Một nhân thiên hà hoạt động có độ sáng thấp được tin là nằm trong thiên hà này.
Cạnh thiên hà NGC 4111 có các thiên hà là UGC 6818, NGC 3938, NGC 4013, IC 749, IC 750, NGC 4051, UGC 7089, UGC 7094, NGC 4117, NGC 4138 và cuối cùng là NGC 4183.

## Dữ liệu hiện tại
Theo như quan sát, thiên hà này là thiên hà nằm trong chòm sao Lạp Khuyển và dưới đây là một số dữ liệu khác:
- Xích kinh 12h 07m 03.1s[1]
- Độ nghiêng 43° 03′ 57″[1]
- Giá trị dịch chuyển đỏ 792 ± 5 km/s[1]
- Cấp sao biểu kiến 10,7
- Kích thước biểu kiến 4′.6 × 1′.0[1]
- Loại thiên hà SA(r)0+ [1]